# Lupinus hintoniorum
Lupinus hintoniorum là một loài thực vật có hoa trong họ Đậu. Loài này được B.L. Turner miêu tả khoa học đầu tiên năm 1994.